# Справедлива міжнародна торгівля
Справедлива міжнародна торгівля (англ. Fairtrade International), у багатьох країнах знана як Fairtrade Labeling Organizations International (FLO) створена 1997 року і є об'єднанням 3 мереж виробників, 19 національних організацій Справедливої торгівлі (раніше: Fairtrade  організації для маркування) і 8 Fairtrade Маркетингових організацій, які просувають ринок Марки Міжнародної сертифікації Fairtrade у своїх країнах (Fairtrade Certification Mark). 
Мережі виробників існують у Латинській Америці та у Карибському басейні; Африці та Близькому Сходу; Азії і Тихоокеанському регіоні. 
Національні організації Справедливої торгівлі існують у 16 країнах Європи, а також у Канаді, США, Японії, Австралії та Новій Зеландії. 
Також здійснює нагляд за маркетинговими організаціями Fairtrade в Чехії, Кореї, Гонконгу, Тайвані, Індії, Філіппінах, Бразилії та Польщі. 
У 2009 сертифікував продажі близько 3400 млн € (USD $ 4,9 мільярда) у всьому світі, що є на 15% збільшення у порівнянні з 2008 р  Станом на 2011 рік, 827 організацій виробників у 58 країнах, що розвиваються, були сертифіковані FLOCert Fairtrade. 

## Історія
Для забезпечення дотримання стандартів Fairtrade, що стосуються трудових стандартів, кооперативної організації та управління пільгами Fairtrade, організація була розділена в січні 2004 року на дві незалежні організації: 
- FLO International розробляє та розглядає стандарти Fairtrade і допомагає виробникам у отриманні та підтримці сертифікації та використанні ринкових можливостей на ринку Fairtrade. Для забезпечення прозорості системи стандарти розробляються і переглядаються Комітетом зі стандартів і політики FLO, в якому беруть участь члени FLO, організації виробників, торговці та зовнішні експерти.
- FLOCert гарантує, що виробники і торговці відповідають стандартам FLO Fairtrade і що виробники інвестують в свої розробки переваги, отримані через Fairtrade. Діючи незалежно від будь-яких інших інтересів, вона відповідає міжнародним стандартам ISO для органів сертифікації (ISO 65).

## Членство
Національні організації Fairtrade та Fairtrade Маркетингові організації: 
- Fairtrade Australia and New Zealand, Австралія та Нова Зеландія
- Fairtrade Österreich, Австрія
- Fairtrade Belgium, Бельгія
- Fairtrade Canada, Канада
- Чеська асоціація Fairtrade (Маркетингова організація Fairtrade для Чехії та Словаччини), Чехія та Словаччина
- Макс Гавелар Danmark, Данія
- Reilun kaupan edistämisyhdistys, Фінляндія
- Асоціація Макса Хавелара у Франції, Франція
- TransFair Deutschland, Німеччина
- Fairtrade Hong Kong (Маркетингова організація Fairtrade), Гонконг
- Fairtrade Марк Ірландія, Ірландія
- Fairtrade Italia, Італія
- TransFair Japan, Японія
- Європейський фонд Кореї (Маркетингова організація Fairtrade), Корея
- TransFair-Minka, Люксембург
- Stichting Max Havelaar, Нідерланди
- Fairtrade Макс Хавелар Норге, Норвегія
- Асоціація делло де виробників Comercio Justo (Національна організація Fairtrade для Іспанії та Португалії), Португалія та Іспанія
- Fairtrade Sverige, Швеція
- Фонд Макса Хавелара, Швейцарія
- Фонд Fairtrade, Велика Британія
- Fairtrade America, Америка
- Fairtrade Taiwan, Тайвань
- Fairtrade India, Індія
- Fairtrade Philipines, Філіппіни
- Fairtrade Brasil, Бразилія
- Фундація Koalicja Sprawiedliwego Handlu- Fairtrade Polska (Маркетингова організація Fairtrade), Польща

До цих ініціатив у 2007 році приєдналися три мережі виробників: 
- Мережа Азіатсько-тихоокеанських виробників (NAPP)
- Координатор Latinoamericana y del Caribe de Pequeños Виробники Comercio Justo (CLAC)
- Fairtrade Африка

## Структура
Fairtrade International ділиться на три відділи: 
- Стандарти - встановлює і підтримує стандарти справедливої торгівлі
- Фінанси та центральні служби - забезпечує узгоджені комунікації, фінанси, людські ресурси, збір коштів та ІТ-послуги
- Послуги та відносини виробників - підтримує виробників у отриманні та підтримці сертифікації справедливої торгівлі та використання ринкових можливостей [10]

## Стандарти справедливої торгівлі
Беручи до уваги розвиток фокусу справедливої торгівлі, відповідні стандарти містять мінімальні вимоги, яким повинні відповідати всі організації виробників, щоб бути сертифікованими, а також вимоги до прогресу, в яких виробники повинні демонструвати поліпшення з часом. 
Існують два типи стандартів справедливої торгівлі для виробників у невигідному становищі: стандарти для невеликих фермерських організацій і для найманих працівників. 
- Стандарти організацій малих фермерів включають вимоги до демократичного прийняття рішень, гарантуючи, що виробники мають право голосу у процесі вкладання справедливих торгових премій. Вони також включають вимоги щодо нарощування потенціалу та економічного зміцнення організації.
- Стандарти щодо найманої праці вимагають, щоб працівники отримували гідну заробітну плату і могли вступати до профспілок і колективно вести переговори. Сертифіковані плантації Fairtrade повинні також забезпечити відсутність примусової або дитячої праці, а також дотримання вимог щодо охорони здоров'я та безпеки. В умовах найманої праці стандарти справедливої торгівлі вимагають створення спільного органу з представниками як керівництва, так і працівників. Цей спільний орган приймає рішення про те, як премії справедливої торгівлі будуть витрачені на допомогу працівникам плантації.

Для деяких продуктів, таких як кава, застосовуються лише стандарти справедливої торгівлі для невеликих фермерських організацій. Для інших, таких як чай, можуть бути сертифіковані як невеликі фермерські організації, так і плантації. 
Стандарти та процедури справедливої торгівлі затверджуються Комітетом зі стандартів FLO, зовнішнім комітетом, що складається з усіх зацікавлених сторін FLO (ініціативи з маркування, виробників і торговців) і зовнішніх експертів. Стандарти справедливої торгівлі встановлюються відповідно до вимог Кодексу належної практики ISEAL щодо встановлення стандартів і додатково є результатом обширного процесу консультацій із залученням різних зацікавлених сторін: виробників, торговців, зовнішніх експертів, інспекторів, сертифікаційних служб. 

## Міжнародна сертифікаційна марка Fairtrade
Марка FAIRTRADE - це міжнародний незалежний споживчий знак, який з'являється на продуктах як гарантія того, що виробники та торговці відповідають стандартам справедливої торгівлі. Марка FAIRTRADE є власністю та захищеною компанією FLO, від імені 25 ініціатив членів та асоційованих членів та мереж виробників. 
Для того, щоб продукт містив марку FAIRTRADE, він повинен надходити від перевірених і сертифікованих організацій виробників FLOCert. Посіви необхідно вирощувати та збирати відповідно до Міжнародних стандартів Fairtrade, встановлених Fairtrade International. Ланцюг постачання також контролюється компанією FLOCert для забезпечення цілісності маркованих продуктів. Тільки авторизовані ліцензіати можуть використовувати марку FAIRTRADE на своїх продуктах. 

## Зовнішні посилання
- Сайт FLO International [Архівовано 3 жовтня 2020 у Wayback Machine.]
- Сайт компанії FLOCERT GmbH [Архівовано 13 травня 2019 у Wayback Machine.]
- Сайт IRFT India [Архівовано 7 травня 2019 у Wayback Machine.]